# Astragalus weberbaueri
Astragalus weberbaueri är en ärtväxtart som beskrevs av Oskar Eberhard Ulbrich. Astragalus weberbaueri ingår i släktet vedlar, och familjen ärtväxter. Inga underarter finns listade i Catalogue of Life.